# Coos Combée

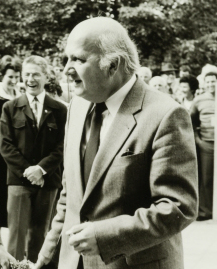
J. Combée (1979)

Jacobus (Coos/Koos) Combée (Rotterdam, 23 april 1930 – Ravenstein, 20 mei 2020) was een Nederlands politicus van de VVD.
Hij is werkzaam geweest bij een hypotheekbank en was wethouder in Weert. Combée werd in maart 1983 benoemd tot burgemeester van Ravenstein wat hij tot maart 1994 zou blijven. Daarnaast was hij vanaf april 1993 nog bijna vier jaar waarnemend burgemeester van 's Gravenmoer tot die gemeente op 1 januari 1997 opging in de gemeente Dongen.
Combée overleed in 2020 op 90-jarige leeftijd.